# August Valentin Jäger
Pour les articles homonymes, voir De Jager ou De Jaeger et Jäger.
August Valentin Jäger (14 décembre 1881 à Metz - 23 octobre 1954 à Twann) est un peintre et illustrateur allemand. Paysagiste, il a laissé des vues de Metz, Strasbourg, Berne et Zurich.

## Biographie
August Valentin Jäger voit le jour le 14 décembre 1881, à Metz, en Lorraine annexée. Intéressé par le dessin, il suit des cours à l'école des beaux-arts de Strasbourg. En 1904, Jäger est nommé professeur de dessin à Sarreguemines. L’année suivante, il poursuit ses études à l'Académie de Munich. Nommé professeur de dessin à Haguenau en 1906, Jäger conserve son poste jusqu’en 1915. Après la guerre, Jäger effectue un voyage d'étude à Paris, puis s'installe définitivement près de Berne en Suisse.
August Jäger décéda le 23 octobre 1954 à Twann, dans le canton de Berne en Suisse.

## Son œuvre
L'artiste a laissé des lithographies et des tableaux. Son œuvre, peinte ou gravée, se compose essentiellement de paysages, vues de villages ou de lacs. Il a travaillé à Metz, Strasbourg, Berne et Zurich. Une partie de ses œuvres se trouve à Bienne en Suisse.

## Sources
- Hans-Michael Körner (dir) : Große Bayerische Biographische Enzyklopädie, 4 tomes, Walter de Gruyter, Berlin, 2005.
- Allen Kevin :  AJ portrait of Nimrod. A life in letterrs and other writings. Alderhorst, 2000.
- Peter Amiet : August Jaeger : 1881 - 1954 ; Kantonales Kulturzentrum Palais Besenval Solothurn, 29. Januar bis 21. Februar 1998, Solothurn : Kantonales Kulturzentrum Palais Besenval, 1998